# Simfonia núm. 3 (Rosenberg)
La Simfonia núm. 3, De fyra levnadsåldrarna (Les quatre edats de l'home), op. 80, va ser composta per Hilding Rosenberg en una primera versió que va acabar el 25 d'octubre de 1939. Es va estrenar el 12 de novembre del mateix any amb la Radioorkestern, sota la direcció del mateix compositor i retransmesa des de la Sala de concerts d'Estocolm. En l'estrena es va incloure abans de cada moviment la lectura, a càrrec de Gabriel Alw, de fragments del cicle de novel·les Jean-Christophe escrita per Romain Rolland. Té una durada aproximada de 34 minuts.

## Moviments
- Moderato
- Andante sostenuto
- Allegro con fuoco, molto marcato
- Andante semplice

## Origen i context
La simfonia està basada en el gran cicle de novel·les de Romain Rolland, Jean-Christophe, la qual Rosenberg havia admirat profundament des de la seva publicació. La inclusió dels fragments literaris es va fer perquè havien inspirat la simfonia, un intent de crear una interacció entre la música i les paraules i perquè Rosenberg volia més reconeixement per a la seva música seriosa. El cicle de novel·les tracta sobre el creixement i desenvolupament d'un músic i compositor.
No obstant això, es van percebre com a massa intrusius en la música. Uns anys més tard, quan es va publicar la partitura, Rosenberg la va anomenar simplement Simfonia núm. 3 i ja no va incloure més el text. Segons Bo Wallner, aquesta versió amb recitació només es va interpretar dues vegades i en la revisió de 1943 ja no s'hi van excloure. Una nova i definitiva revisió de 1950 va tallar la fuga del tercer moviment scherzo.

## Música
El moviment inicial té un esperit simfònic tens, amb els baixos presentant una melodia dodecatònica de base tonal, seguida per un episodi líric dels vents de fusta i una explosió de vitalitat. El punt culminant arriba al tercer moviment, l'scherzo, on una cantilena melòdica es desintegra en un episodi de metall poderós. En lloc d’un final tradicional a l’estil de Brahms o Sibelius, Rosenberg introdueix una melodia lírica a la flauta solista, que es transforma en un himne senzill i devot.

## Instrumentació
La Simfonia núm. 3 està escrita per a 2 flautes, 2 oboès, 2 clarinets, 2 fagots - 4 trompes, 2 trompetes, 3 trombons, 1 tuba, timbales, percussió, arpa i cordes.